# Repower
Repower AG (in precedenza e fino a maggio 2010 Rätia Energie AG) è un’azienda energetica attiva a livello internazionale con sede operativa a Poschiavo (Canton Grigioni, Svizzera).
Oltre a svolgere attività di produzione, distribuzione, vendita e trading di energia elettrica la Società offre soluzioni per la mobilità sostenibile ed efficientamento energetico per le piccole e medie imprese.
I mercati chiave del Gruppo sono la Svizzera (che comprende le attività di origination in Germania) e l'Italia, dove Repower fornisce ai propri clienti anche gas naturale.
L'organico si compone complessivamente di 731 dipendenti, di cui 479 in Svizzera e 252 in Italia, a cui si aggiungono 445 consulenti esterni dell'energia.

## Storia
Nel 1904, anno di fondazione della società con la denominazione Forze Motrici Brusio SA, l'azienda comincia a costruire la centrale elettrica di Campocologno in Val Poschiavo, la più grande centrale idroelettrica ad alta pressione mai costruita in Europa fino ad allora. Nel 2000, Forze Motrici Brusio SA (Poschiavo), AG Bündner Kraftwerke (Klosters) e Rhätische Werke für Elektrizität AG (Thusis) si uniscono per dar vita al gruppo Rätia Energie AG, in cui confluisce anche aurax ag (Ilanz) nel 2004. Nel 2002, il Gruppo inizia a svolgere le proprie attività in territorio italiano tramite Repower Italia (Milano) e nel 2007 avvia le attività di trading a Praga. Dal 2009, l'azienda inizia a operare anche in Romania e Germania. Nel 2010 il Gruppo cambia denominazione: Rätia Energie AG diventa Repower AG. Nel frattempo i trading floor in Germania, Praga e Romania sono stati chiusi.

## Azionariato
La compagine societaria è così composta:
- Azienda elettrica del Canton Zurigo (Elektrizitätswerke des Kantons Zürich - EKZ) (38,49%),
- Cantone dei Grigioni (27,00%),
- (UBS) Clean Energy Infrastructure KmGK (CEIS 3/UBS-CEIS 2) (23,04%),
- Azionariato pubblico (11.47%)

## Principali indici finanziari
Repower tiene i propri libri contabili in franchi svizzeri. I risultati del 2024 sono stati pubblicati il 9 aprile 2025.
| Dati finanziari 2024     | mln CHF |
| ------------------------ | ------- |
| Totale ricavi            | 2485    |
| Risultato netto          | 138     |
| Risultato operativo EBIT | 175     |
| Totale di bilancio       | 2235    |
| Patrimonio netto         | 1181    |

## Direzione
I membri della Direzione sono:
- Roland Leuenberger, CEO
- Lorenzo Trezzini, CFO (Responsabile Finanze e Servizi)
- Fabio Bocchiola, Direttore Italia
- Michael Roth, Responsabile Produzione e Reti
- Dario Castagnoli, Responsabile Trading, Origination e IT

## Sedi
Repower ha filiali in Svizzera (Bever, Grono, Küblis, Ilanz, Landquart, Poschiavo, Zurigo) e in Italia (Milano).

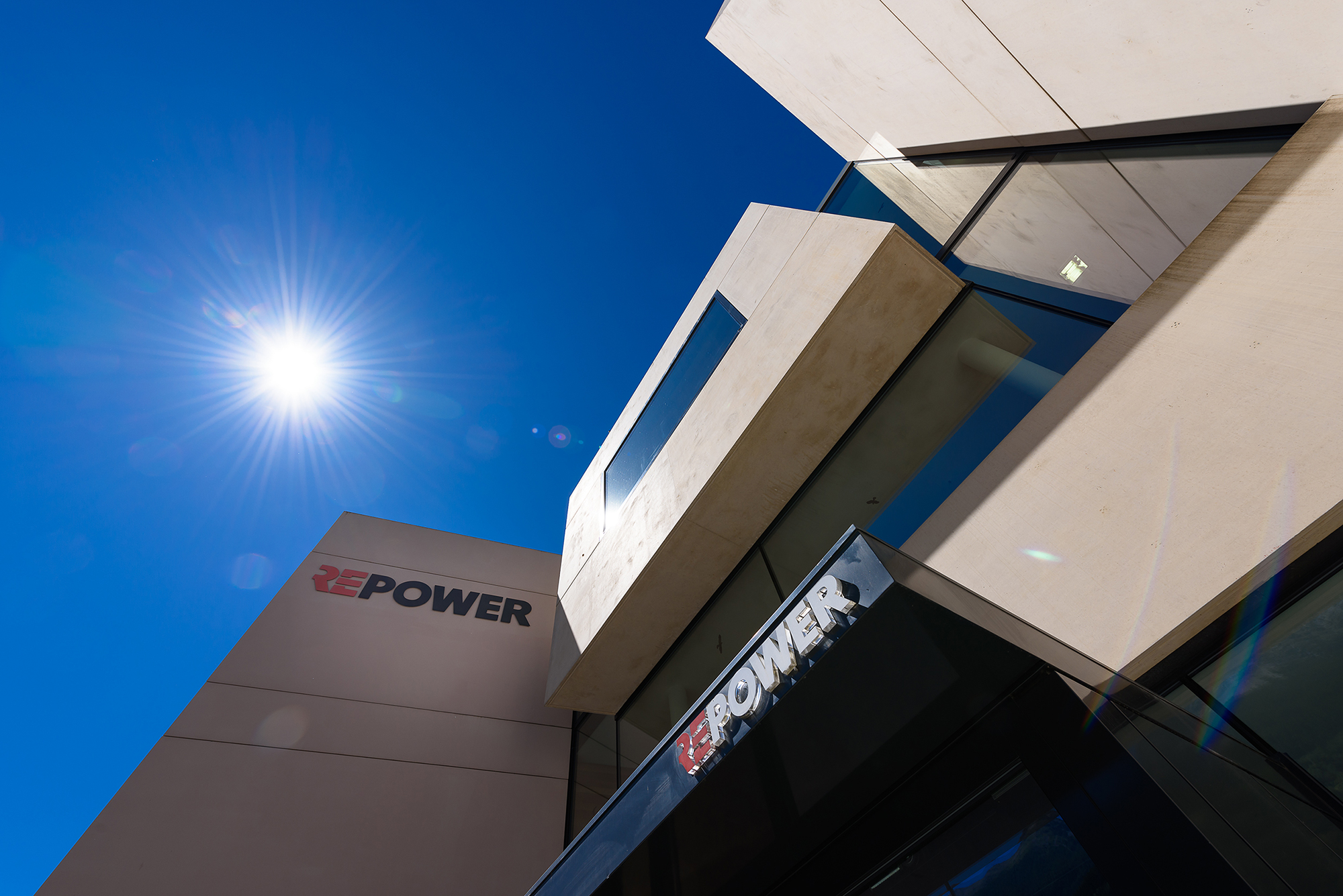
La sede principale di Repower si trova a Poschiavo (Grigioni).

## Produzione
Repower possiede centrali elettriche in Svizzera, Italia e Germania, diversificate per tecnologia (idroelettriche, termiche, eoliche). Nel 2023, Repower ha generato (inclusa l'energia da partecipate) complessivamente circa 2,3 terawattora di elettricità.
- Energia idroelettrica 59%
- Energia eolica 8%
- Energia fotovoltaica 2%
- Energia termica 20%
- Energia nucleare 11%

A fine 2015 il Gruppo ha annunciato una nuova strategia, che prevede tra l'altro una produzione basata solo su fonti rinnovabili. Nell'ambito della Strategia 2025 è in esame anche la cessione delle partecipazioni in centrali a ciclo combinato gas-vapore e nucleari.
Il mix elettrico fornito da Repower ai consumatori finali svizzeri è composto tra altro per il 71,29% da energia idroelettrica, per lo 2,75% da energia fotovoltaica, per il 0,5% Rifiuti urbani rinnovabili, per il 16,44% Gas naturale, per lo 2,92% da energia nucleare (con contratti d’acquisto a lungo termine) e per il 6% da elettricità che beneficia di misure di promozione. (Dati aggiornati al 2022).

### Energie rinnovabili

#### Centrali idroelettriche

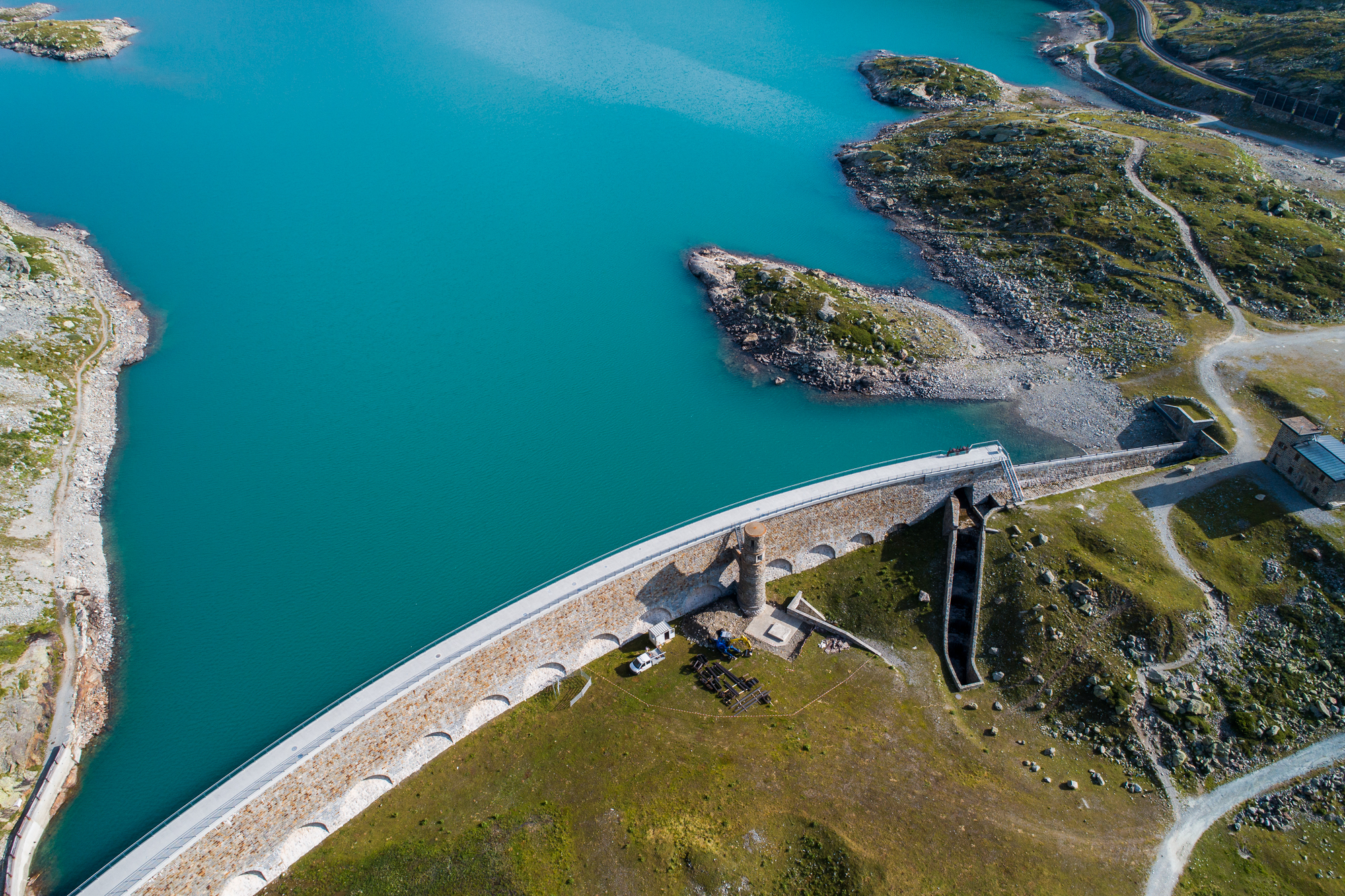
Diga Sud del Lago Bianco

Nei Grigioni (Svizzera), il Gruppo gestisce 11 centrali idroelettriche proprie e due in Italia. Ha inoltre partecipazioni e diritti di prelievo in altri impianti. Complessivamente la potenza idroelettrica installata è di 448 MW.

#### Centrali eoliche
In Italia, il Gruppo detiene una partecipazione di maggioranza in sette impianti eolici. Inoltre, Repower detiene una partecipazione di minoranza in altri tre impianti eolici. La capacità produttiva di tutti gli impianti eolici in Italia con partecipazione Repower è di 105,5 MW.
In Germania, Repower gestisce attraverso Repartner Produktions AG tre altri parchi eolici con una potenza installata complessiva di 33 MW.

#### Centrali solari
Repower possiede e gestisce diversi impianti solari (fotovoltaici) in Svizzera (10) e in Italia (9). La loro produzione annua ammonta complessivamente a circa 33 GWh.

### Centrali termoelettriche
L'azienda detiene il 61% del capitale azionario di SET S.p.A. (Milano), che ha in gestione la centrale a ciclo combinato di Teverola (Caserta) da 400 MW. L'impianto è entrato in funzione nel 2006.

### Energia nucleare
L'azienda possiede diritti di prelievo a lungo termine in centrali nucleari in Svizzera e Francia, con una potenza installata di quasi 50 MW.

## Trading
Circa due terzi del fatturato energetico generato nel 2022 dal Gruppo è da ricondurre al commercio di energia, che ha movimentato oltre 11 TWh.
L'azienda è presente sulle più importanti borse europee dell'energia tramite i suoi trading floor di Poschiavo (Svizzera) e Milano (Italia). Il Gruppo commercia elettricità, gas e certificati CO2. L'energia, in parte proveniente dalle proprie centrali e in parte acquistata da terzi, è fornita ai grossisti tramite gli elettrodotti ad altissima tensione. Nel commercio di certificati di origine, il Gruppo fornisce i propri servizi anche a consumatori finali esterni alla propria rete di distribuzione. Nel commercio all'ingrosso, offre prodotti standard quali base, peak, offpeak e servizi di scheduling.

## Trasmissione
Entrato in esercizio nel 2005, l'elettrodotto è passato nelle mani del gestore di rete nazionale Swissgrid all'inizio del 2013.
In collaborazione con Edison S.p.A. e il Comune di Tirano, Repower ha partecipato alla realizzazione della merchant line inaugurata nell'ottobre 2009. Repower e i partner coinvolti hanno mantenuto il diritto esclusivo di utilizzo per un periodo di dieci anni. La linea da 150 kV, che collega Tirano (Italia) a Campocologno (Svizzera), è interamente interrata e ha aumentato di 150 MW la capacità di trasporto transfrontaliero. Attualmente è in corso l'iter autorizzativo per una nuova merchant line da 220 kV per unire la Val Bregaglia all'Italia.

## Vendita e distribuzione

### Svizzera
Il Gruppo fornisce energia elettrica a diversi comuni in Engadina, Prettigovia, Valle del Reno e Surselva. Inoltre, tramite i gestori di rete partner rifornisce clienti nell'Alta Engadina, in Val Monastero, Val Poschiavo, Valle del Reno e Surselva.

### Italia
Fino a marzo 2025 Repower Italia riforniva circa 113.354 clienti PMI con energia elettrica e gas. Nel 2024 ha venduto 4,3 TWh di energia elettrica e 353,7 mln mc di gas naturale.

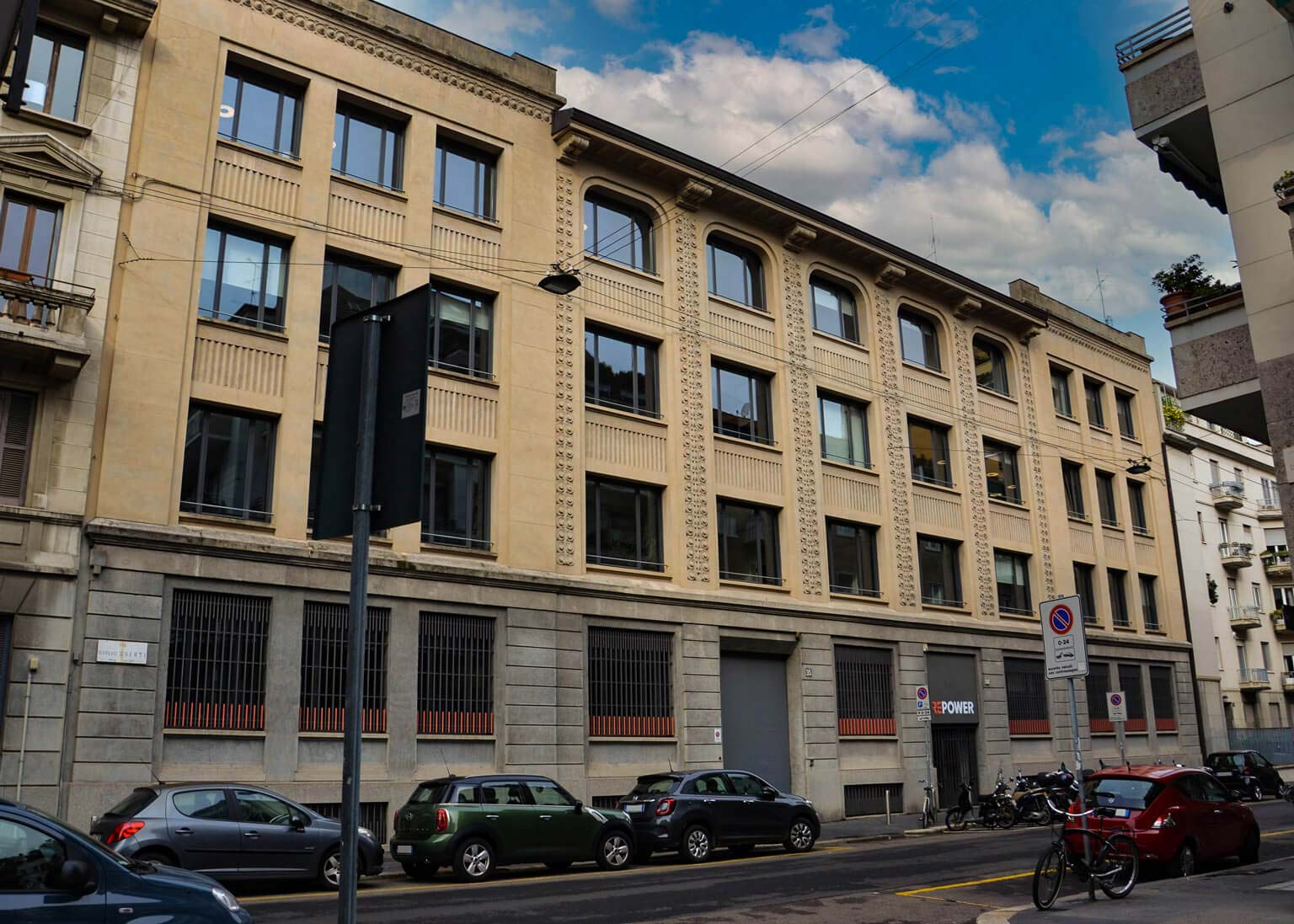
La sede di Repower Italia a Milano

Negli anni, Repower Italia sviluppa internamente servizi di efficienza energetica specifici per le aziende, che comprendono: il monitoraggio di consumi e picchi di potenza, le analisi di efficienza degli impianti e dei consumi non produttivi, il check-up termografico applicato agli impianti elettrici per rilevare i punti caldi anomali, la diagnosi energetica, il relamping a LED e l’indagine a ultrasuoni che rileva le perdite sui circuiti ad aria compressa.
Dal 2010 l'azienda propone inoltre alla propria clientela l'offerta di mezzi elettrici e strumenti di ricarica in ottica di sviluppo della mobilità sostenibile.

## Collaborazioni
In Italia, Repower ha avviato delle collaborazioni con studi di architettura e designer per la realizzazione di alcuni prodotti. In particolare, Italo Rota e Alessandro Pedretti, lo studio del vincitore del Compasso d'Oro Antonio Lanzillo, lo studio del Compasso d’oro alla carriera Makio Hasuike e l’artista Michele Tranquillini.
Dal 2018 Repower Italia è sponsor del Premio Marzotto, a cui è affiancato il Premio Speciale Repower per l’Innovazione, assegnato alla start-up più innovativa dell’anno.
Nel 2022 Repower Italia ha prodotto insieme all'ADI Design Museum, con il patrocinio dell'Ambasciata Svizzera e dalla Swiss Chamber, Camera di Commercio Svizzera in Italia, la mostra "Testa e Croce. Convergenze parallele del design svizzero e italiano", con la direzione creativa di Italo Rota.
Repower Italia è attualmente title sponsor del Teatro Repower con sede a Milano e della squadra di pallacanestro femminile Repower Sanga Milano.

## Progetti e ricerche
- White Paper: rapporto annuale sulla mobilità elettrica in Italia e nel mondo.
- Rumors d'ambiente: podcast che racconta la sostenibilità attraverso esempi del passato e testimonianze del presente.
- Italia in bici: scenari, protagonisti e indotto. Report su cicloturismo e scenari futuri, della mobilità sostenibile, realizzato in collaborazione con l'Università IULM.

## Riconoscimenti
- Premio Compasso d'Oro 2020 per il design: E-LOUNGE, panchina hi-tech. Design by Antonio Lanzillo & Partners.
- Premio Compasso d'Oro 2022 per il design: LAMBRO, i cargo-bike a pedalata assistita. Design by Makio Hasuike.